# Дослідно-проектний центр кораблебудування

Дослідно-проєктний центр кораблебудування (ДПЦК) — українське казенне проєктне підприємство в Миколаєві, що є учасником Державного концерну «Укроборонпром».

## Історія
У 1975 році в Міністерстві суднобудівної промисловості СРСР прийнято рішення про створення структурного підрозділу «Північного ПКБ» (м. Ленінград, зараз Санкт-Петербург).
Наказом ППКБ № 146/к від 01.11.1975 року створений 61-й відділ, який став основою для створення самостійного конструкторського бюро.
За рік на базі відділу створений Миколаївська філія Північного ПКБ, а в 1990 році на базі філіалу створено Південне проєктно-конструкторське бюро.
З моменту заснування і до 1991 року підприємство успішно реалізувало роботи з:
- розробки конструкторської документації та супроводження будівництва ракетних крейсерів проєкту 1164 та прикордонного сторожового корабля проєкту 11351;
- модернізації великих протичовнових кораблів проєктів 1134Б, 1134БФ і проєкту 61;
- розробки проєктної документації для будівництва великих протичовнових кораблів проєкту 61МЭ для Республіки Індія.

На сьогодні останній, восьмий, корабель проєкту 11351 — фрегат «Гетьман Сагайдачний», несе службу в складі українських ВМС і є флагманом українського флоту.
У 1992 році підприємство перетворено в Дослідно-проєктний центр кораблебудування України, а в 1998 році перейменовано в «Казенний дослідно-проєктний центр кораблебудування».
Незважаючи на економічну кризу, у 90-ті роки Центр кораблебудування виконав ряд науково-дослідних та дослідно-конструкторських робіт зі створення:
- багатоцільового сторожового корабля;
- багатоцільового корабля класу «есмінець»;
- плавучого космодрому;
- ракетного випробувального комплексу морського базування;
- перспективного корабля класу «корвет»;
- перспективного прикордонного сторожового корабля, а також з розробки документації на пошуково-рятувальне судно для берегової охорони і т. ін.

У 2004 році Центр кораблебудування закінчив проєктно-конструкторські роботи зі створення проєкту річкового артилерійського броньованого катера для Республіки Узбекистан. Два катери з лютого 2005 року несуть службу на річці Аму-Дар'я.
У 2005 році підприємство підписало угоду на розробку проєктно-конструкторської документації на створення артилерійського катера для потреб ВМС Соціалістичної Республіки В'єтнам.
На сьогоднішній день шість кораблів, які побудовані на верфі Hong Ha (м. Хайфон), ввійшли до складу ВМС Республіки В'єтнам.
В продовження співробітництва з Турецькою Республікою, що розпочалося ще у 2000 році, підприємство у 2006 році розробило технічну документацію на проєктування, будівництво та випробування патрульних катерів нового типу.
З 2006 року, згідно Державного контракту з Міністерством оборони України, Центр кораблебудування займається розробкою проєкту корабля класу «корвет» для українських ВМС. Роботи ведуться відповідно до Державної цільової оборонної програми будівництва кораблів класу «корвет».
У 2011 році укладено договори на розробку технічної документації та технічний супровід будівництва ракетно-артилерійських кораблів типу «Орал» для Республіки Казахстан. На сьогодні чотири кораблі, що побудовано на АТ Уральський завод «Зеніт» (м. Уральськ), прийняті на озброєння.
У 2012 році підприємство реорганізовано в Державне підприємство «Дослідно-проєктний центр кораблебудування».
У 2014 році за державним оборонним замовленням підприємство виконало аванпроєкт патрульного катера, шифр «Лань».
У 2014 році виконано технічний проєкт модернізації катерів «Гюрза».
Окрім того, у 2014—2015 роках розроблений технічний проєкт швидкохідного катера пр. 58165, шифр «Бриз-40» та технічний проєкт десантно-штурмового катера пр. 58181, шифр «Кентавр».
У 2016 роки підприємство виконало технічний проєкт модернізації фрегата «Гетьман Сагайдачний» за контрактом із Міністерством оборони України.
У 2017 році ДП «Дослідно-проєктний центр кораблебудування», відповідно до положень Статуту підприємства, почало розвивати ще один напрямок своєї діяльності — виробництво. Даний напрямок діяльності передбачає реанімацію частини виробничих потужностей державних підприємств в м. Миколаєві. Роботи в цьому напрямку вже розпочаті ДП «ДПЦК» з другої половини 2017 року у рамках різних замовлень. Для успішного просування діяльності в цьому напрямку підприємство отримало від Регістру Судноплавства України відповідне «Свідоцтво про відповідність підприємства» від 02.08.2017 за № СВП-224-3-75-17.
Від 2018 року підприємство запроваджує у виробничий процес провідну світову CAD – систему AVEVA Marine компанії AVEVA, Велик Британія.
У жовтні 2018 року ДПЦК виконав та успішно захистив дві науково-дослідні роботи - "Опрацювання можливості створення корабля протимінної оборони. Обґрунтування вибору тактико-технічних характеристик», шифр "Бурштин", та "Мобільний вимірювальний комплекс", шифр "Октагон". Роботи виконані в інтересах до відповідних планів розвитку ВМС України.

## Проєкти

### Огляд
За кресленнями ДП «ДПЦК» були створені: — Флагман ВМС ЗС України фрегат «Гетьман Сагайдачний»; — Серія прикордонних сторожових кораблів типу «Менжинський», що знаходяться у складі ФПС Росії; — Серія річкових броньованих артилерійських катерів типу «Юксін» для Республіки Узбекистан.
ДП «ДПЦК» брало участь у проєктуванні, забезпеченні будівництва і здачі серії ракетних крейсерів типу «Москва» для ВМС Росії, серії фрегатів типу «Раджпут» для ВМС Індії.
З 2005 року підприємство займається розробкою проєкту корабля класу «корвет» (проєкт 58250) на замовлення Міністерства оборони України. Згідно з Державною цільовою оборонною програмою будівництва кораблів класу «корвет», введення в дію головного корабля серії з 4 одиниць було заплановано на 2016 рік, всієї серії — на 2021. 17 лютого 2021 року заступник міністра оборони України Олександр Миронюк заявив про намір добудувати 1 корвет за доопрацьованим та оновленим проєктом і ввести його до складу ВМСУ замість флагмана - фрегату "Гетьман Сагайдачний".
З 2010 року ДП «ДПЦК» приступило до розробки комплекту документації корабля пр.58160 для потреб Державної прикордонної служби України. Відповідно до Державної цільової програми «Облаштування та реконструкція державного кордону» на період до 2015 року, введення в дію головного корабля планується на кінець 2013 року. Всього планується будівництво серії з 5 одиниць.
В жовтні 2017 року в рамках виставки «Зброя та безпека 2017» вперше представило новий проєкт малого протичовнового корабля.
В серпні 2019 року стало відомо, що державне підприємство «Дослідно-проєктний центр кораблебудування» розпочало розробку варіанту модернізації патрульних катерів типу «Айленд». Розробка відбувається за власної ініціативи державного підприємства. Остаточний варіант модернізації катерів буде прийнято після того, як ВМС України отримає практичний досвід їхнього застосування.
Вперше на Міжнародній виставці «Зброя та Безпека 2019» представить проєкт багатофункціонального катеру «Кайра-150». Один з варіантів застосування платформи – створення перспективного українського протимінного корабля. Роботи велися протягом року в ініціативному порядку та за власні кошти підприємства. Інженери проаналізували більшість проєктів іноземних кораблів цього класу та оцінили їх тактико-технічні характеристики та технічні рішення використані у них.

### Проєкти
- Корвет проєкту 58300 «Амазонія»[8][9]
- корвет проєкту 58258[10]
- Багатоцільовий фрегат «Торнадо»
- Корвет проєкту 58250
- Багатоцільовий корвет «Гайдук-М»
- Багатоцільовий корвет «Мусон»
- Багатоцільовий корвет проєкту РС655
- Багатоцільовий корвет проєкту 58200 «Гайдук»
- Штурмові катери проєкту 58181 «Кентавр»
- Малі броньовані артилерійські катери проєкту 58155 «Гюрза-М»
- Річкові броньовані катери проєкту 58150 «Гюрза»
- Швидкохідний ракетний катер проєкту 58260 «Лань»
- Швидкохідний ракетний катер проєкту PEARL-FAC
- Швидкохідний ракетний катер «Каракал»
- Пошуково-рятувальне судно «Арго-2000»
- Корабель берегової охорони «Дозор»
- Корабель морської охорони проєкту 58160 «Корал»
- Швидкохідний катер морської охорони проєкту 58165 «Бриз-40»
- Корабель протимінної оборони «Бурштин»[11][12]
- Мобільний вимірювальний комплекс «Октагон»[11]

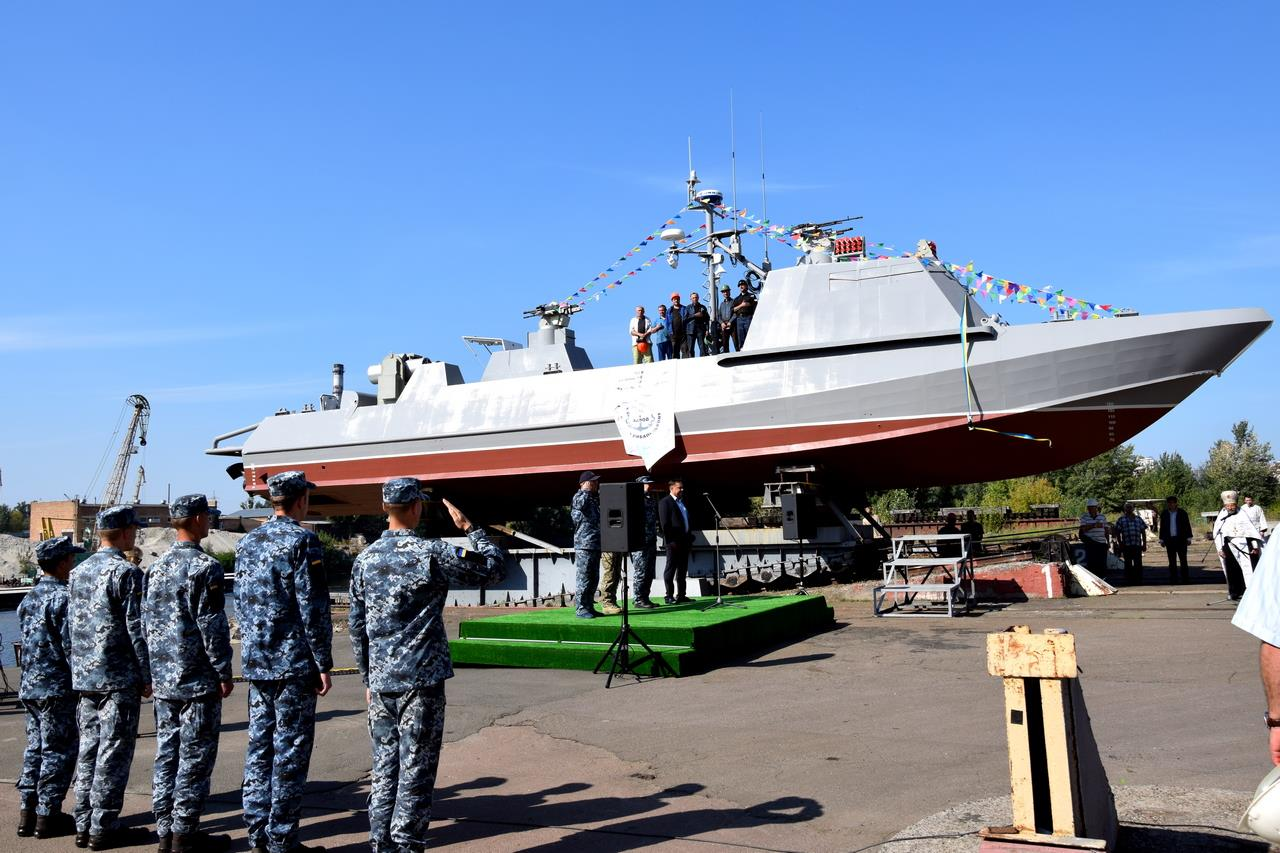
ДШК «Кентавр»
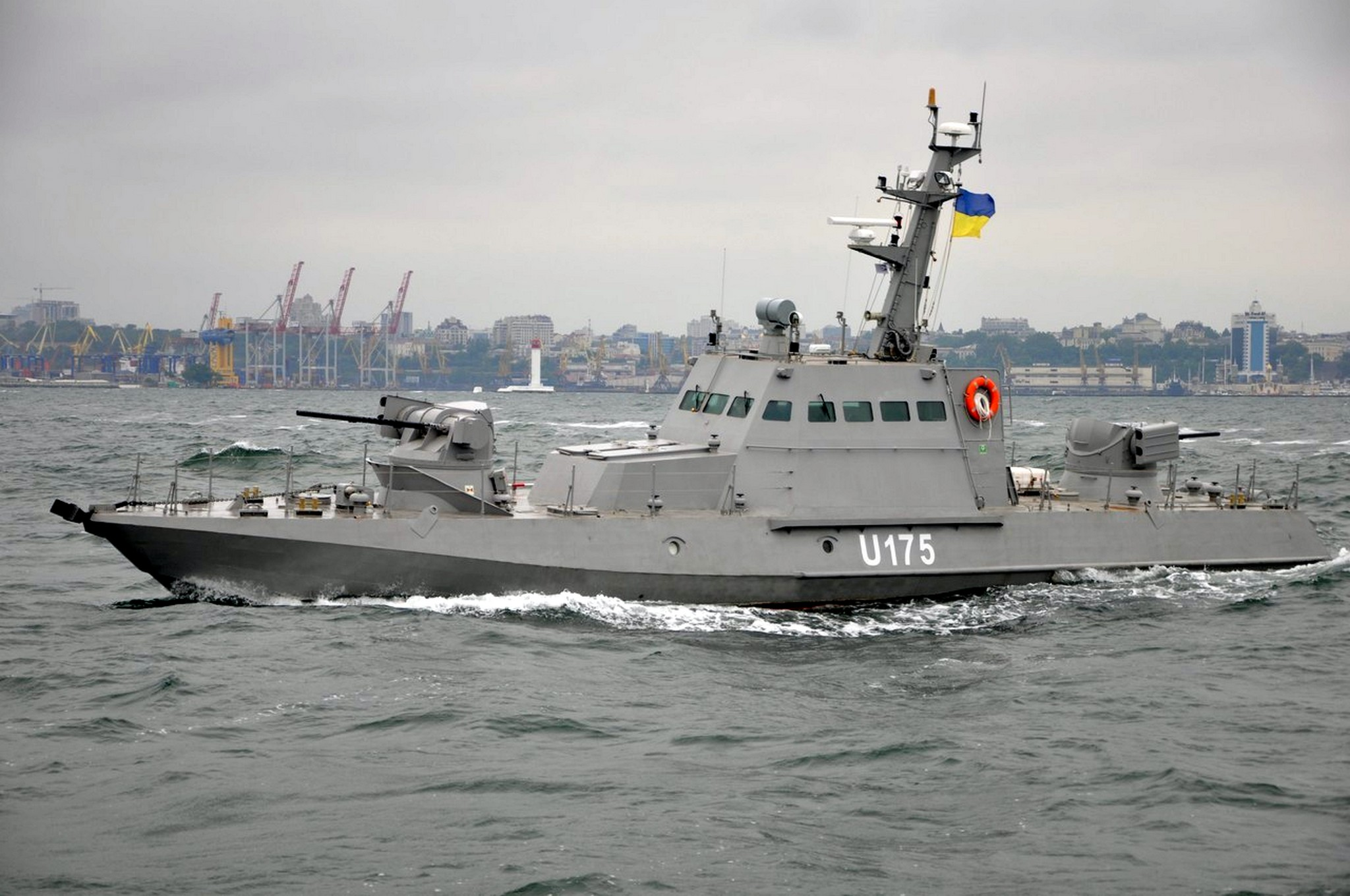
МБАК «Гюрза-М»

## Міжнародні відносини
ДП «ДПЦК» працює з численними зарубіжними замовниками та бере участь у міжнародному військово-технічному співробітництві.
У 2005 році рішенням експертної ради міжнародної іміджевої програми ДП «ДПЦК» нагороджено призом «Європейська якість» Асамблеї ділових кіл Європи (Оксфорд, Велика Британія).

## Сучасний стан
На даний момент ДП «ДПЦК» сертифіковано GL Systems Certification на відповідність системи управління підприємства вимогам нової редакції міжнародного стандарту ISO 9001: 2008 (підприємство сертифіковане з 2005 року).
Маючи кваліфікований і досвідчений персонал, користуючись повагою і довірою вітчизняних і зарубіжних партнерів, ДП «ДПЦК» з оптимізмом дивиться в майбутнє.

## Керівництво
- головний конструктор С. В. Кривко.[13]